# Osmia torquata
Osmia torquata är en biart som beskrevs av Warncke 1988. Osmia torquata ingår i släktet murarbin, och familjen buksamlarbin. Inga underarter finns listade i Catalogue of Life.